# Mike Muñoz
Mike Muñoz (nacido el 14 de septiembre de 1983 en Bellflower, California) es un exfutbolista y entrenador  estadounidense. Como futbolista, se desempeñaba como mediocampista.

## Trayectoria
| Período   | Club                                |
| --------- | ----------------------------------- |
| 2001-2004 | Universidad de California, Berkeley |

| Período     | Club                      |
| ----------- | ------------------------- |
| 2013- 2014  | Club Deportivo Chivas USA |
| 2016 - 2017 | Los Angeles Galaxy II     |
| 2019 - 2020 | Toronto FC II             |